# Shenmue III
Shenmue III is een computerspel ontwikkeld door Ys Net en uitgegeven door Deep Silver voor Windows en de PlayStation 4. Het actie-avonturenspel is uitgekomen op 19 november 2019.

## Plot
Vechtkunstenaar Ryo Hazuki reist af van Japan naar China, op zoek naar de moordenaar van zijn vader. Daar ontmoet hij Ling Shenhua, een mysterieus meisje dat eerder in zijn dromen verscheen. Nadat de legende van het dorp voorspelt dat er een gemeenschappelijk pad voor het tweetal is, gaan ze samen op reis.

## Spel
Het is het derde spel in de Shenmue-serie en is een openwereldspel waarin de speler moet verkennen en vechten met combinaties van zogenaamde quicktime-events.
Nieuw is een dag-en-nachtcyclus, verschillende weertypen, niet-speelbare personages en een aantal minispellen.

## Crowdfunding
In juni 2015 startte bedenker Yu Suzuki na een zeer succesvolle crowdfunding campagne op Kickstarter de ontwikkeling van Shenmue III voor de PlayStation 4 en pc, na het verkrijgen van de licentierechten van SEGA. Het werd de snelst groeiende campagne op Kickstarter die binnen zeven uur de mijlpaal van 2 miljoen dollar wist te bereiken. Een maand later stond de teller op 6,3 miljoen dollar, waarmee het ophaaldoel van 2 miljoen ruim drie keer werd overschreden.

## Ontvangst
Shenmue III ontving gemengde recensies. Men prees de opzet en het verhaal van het spel dat trouw blijft aan de twee voorgaande titels, maar kritiek was er op de weinig vernieuwende en achterhaalde elementen.
Op verzamelwebsite Metacritic heeft het spel een score van 67% en 69% voor respectievelijk de PS4- en Windows-versie.